# The Voice (album de Bobby McFerrin)
Pour les articles homonymes, voir The Voice.
Albums de Bobby McFerrin
Bobby McFerrin
(1982) Spontaneous Inventions
(1985)
The Voice est le deuxième album de Bobby McFerrin sorti le 7 décembre 1984 enregistré exclusivement sur scène. Tous les titres sont improvisés et pour certains réalisés avec le public (El Brujo). 
Cet album est le fruit d'une série de concerts en Allemagne.

## Historique
Lorsque cet album sort en 1984, il est exceptionnel pour plusieurs raisons. L'utilisation d'ordinateurs, de synthétiseurs et d'appareils électroniques dans la musique était en augmentation alors que McFerrin comptait uniquement sur sa voix. L'une des chansons de l'album s'appelle "I'm My Own Walkman". Il s'inscrit dans la tradition des chanteurs bebop pour qui le son dominait les paroles et qui imitaient les sons des saxophones et des trompettes. Mais comme Al Jarreau, il les a dépassés en imitant tous les instruments : batterie, basse, flûte, cors, guitare. Il se frappait la poitrine avec ses mains pour obtenir des effets percussifs. Il fut le premier chanteur de jazz à chanter en inspirant et en expirant. Il a donné des concerts en soliste sans accompagnement instrumental. Ses styles vocaux variaient également, parfois au sein d'une même chanson dans laquelle il chantait des lignes improvisées avec des changements rapides de registre, de fausset, de pop, de grognements, tout en conservant la mélodie, l'harmonie et le rythme. Il faut également noter sa portée. Il est le fils d'un chanteur d'opéra. Il a été élu meilleur chanteur masculin dans le magazine DownBeat en 1984 et 1985.

## Liste des chansons
- 1-  Blackbird - 3:07
- John Lennon|Paul McCartney

- 2 -  The Jump - 4:48

- 3 - El Brujo - 4:11

- 4 - I Feel Good - 3:19
- James Brown

- 5 - I'm My Own Walkman - 4:02

- 6 - Music Box -3:56

- 7 - Medley: Donna Lee/Big Top/We're in the Money - 7:22
- Charlie Parker/Bobby McFerrin/Al Dubin|Harry Warren

- 8 - I'm Alone - 4:41

- 9 - T.J. -:48

- 10 - Take the "A" Train - 3:58
- Billy Strayhorn

## Production
- Linda Goldstein – productrice
- Steve Addabbo – ingénieur
- Carlos Albrecht – ingénieur
- Stephen Innocenzi – montage
- Gene Paul – montage numérique
- Jack Skinner – mastering